# Egilsay
Egilsay es una isla localizada en el archipiélago de las islas Orcadas, en Escocia. Se encuentra ubicada al este de Rousay. Se trata de una amplia zona de cultivos, y es conocida por la población de guion de codornices (Crex crex) que habitan en ella (aves zancudas que habitan los maizales). No se encuentra conectada directamente con Mainland.
- Datos: Q1297992
- Multimedia: Egilsay, Orkney Islands / Q1297992